# Giacomo Finetti
Giacomo Finetti  (* in Ancona; erstmals nachgewiesen 1605; † 1631) war ein italienischer Komponist des Frühbarock.

## Leben
Giacomo Finetti gehörte dem Franziskanerorden an und war in den Jahren 1605 und 1606 Chorleiter an der Kathedrale von Jesi und von 1609 bis 1612 an SS Sacramento in Ancona. Den Rest seines Lebens wirkte Finetti in Venedig, als Organist an Santa Maria Gloriosa dei Frari und als musikalischer Leiter an Ca’ Grande, welche damals ein Kloster war. Finetti war einer der produktivsten Komponisten liturgischer Musik in Norditalien zu einem Zeitpunkt, als der Concertato-Stil sich durchsetzte. Die schlichte, dennoch als tief empfundene Musik des Zeitgenossen Claudio Monteverdis, fand in der ersten Hälfte des 17. Jahrhunderts, auch nördlich der Alpen weite Verbreitung.

## Werke
- Completorium, für 5 stimmig (Venedig, 1605)
- Orationes vespertinae, 4 stimmig (Venedig, 1606)
- Omnia in noctis Nativitatis Domini, 5 stimmig (Venedig, 1609)
- Psalmi ad Vesperas, 8 stimmig (Venedig, 1611)
- Motecta, 2vv, bc per organum ad lib (Venedig, 1611)
- Concerti, 4vv, bc per organum (Venedig, 1612)
- Sacrae cantiones, 2vv, bc per organum, bk3 (Venedig, 1613)
- Sacrarum cantionum, 3vv, bc per organum, bk4 (Venedig, 1613)
- Salmi, 3 stimmig und B.c. per organum (Venedig, 1618)
- Concerti ecclesiastici, 2-4 stimmig und B.c. per organum (Antwerpen, 1621)
- Corona Mariae, 4 Stimmig, (Venedig, 1622)
- Motetti, concerti et psalmi, zu 2, 4 und 8 Stimmen, in 7 Bänden (Frankfurt, 1631)
- Tripartus SS. concentuum fasciculus (Frankfurt, 1621); die Sammlung enthält weitere Werke von Pietro Lappi und Giulio Belli
- Exercitatis musica (Magdeburg, 1624, 2 Motetten)